# Folby
Folby – miasto w Danii, w regionie Jutlandia Środkowa, w gminie Favrskov.